# Крайхталь
Крайхталь (нім. Kraichtal) — місто в Німеччині, знаходиться в землі Баден-Вюртемберг. Підпорядковується адміністративному округу Карлсруе. Входить до складу району Карлсруе.
Площа — 80,56 км2. Населення становить 14 686 ос. (станом на 31 грудня 2020).

## Географії

### Адміністративний поділ
Місто  складається з 9 районів:
- Банбрюккен
- Гоксгайм
- Ландсгаузен
- Менцинген
- Мюнцесгайм
- Ноєнбюрг
- Оберевісгайм
- Обераккер
- Унтеревісгайм